# Cases al carrer Ample, 3-7 (Canet de Mar)
Les Cases al carrer Ample, 3-7 és una obra de Canet de Mar (Maresme) inclosa a l'Inventari del Patrimoni Arquitectònic de Catalunya.

## Descripció
Es tracta d'un conjunt de tres cases de planta baixa i dos pisos, Una de neoclàssica, amb falses columnes corínties i relleus en terra cuita, i les altres dues amb un llenguatge historicista, on dominen també les mènsules, els balcons amb barana de ferro i l'acabament amb barana de pedra una i l'altre amb pedra sense treballar.